# Gruberjeva palača
Gruberjeva palača je poznobaročna profana stavba na stičišču današnjega Levstikova trga in Zvezdarske ulice v starem delu Ljubljane. Nosi ime jezuitskega arhitekta Gabriela Gruberja, ki jo je dal postaviti.

## Zgodovina
Gabrijel Gruber je pričeli graditi stavbo za hidravlično in mehansko šolo v letu 1773. Stavba je bila zgrajena v bližini jezuitskega kolegija. Po požaru 28. junija 1774 je Gruber kupil pogorišče več hiš in ob svoji palači in uredil vrt. Nameraval je zgraditi ladjedelnico, vendar si je premislil in decembra 1783 zemljišče prodal pod pogojem, da novi lastnik še naprej vzdržuje vrt.
Gruber se je januarja 1784 odselil, palačo pa so prodali na dražbi. Med lastniki so bili baron Nikodem Rastern, amaterski botanik, in deželni poslanec Anton Virant. V letu 1842 je Virant je k palači ob današnjem Levstikovem trgu prizidal veliko hišo. Leta 1896 je bila tukaj ustanovljena Jugoslovanska socialnodemokratska stranka, o čemer priča spominska plošča na fasadi.
Leta 1887 je palačo kupila Kranjska hranilnica in v njej uredila umetnostno-obrtno šolo. Med letoma 1899–1909 je bila tukaj tkalnica, o čemer ptiča oltarni prt v hišni kapeli. V pritličju je bila najprej gostilna Pri Virantu (nemško Zur Sternwarte - Pri zvezdoglednici, od tod tudi ime palače Zvezdarna) s prenočišči, kasneje pa prodajalna in kavarna. Leta 1922 je zgradbo pridobila Poštna direkcija in jo leta 1924 preuredila pod strokovnim vodstvom konservatorja Franceta Steleta, Herrleinovo sliko pa je restavriral slikar Matej Sternen.
Po drugi svetovni vojni je prišla v državno last. Po letu 1953 se je Poštni direkciji v stavbi pridružil še Državni arhiv Slovenije. 
Po letu 1965 je v Gruberjevi palači in Virantovi hiši imel prostore samo še Arhiv Republike Slovenije. V letih 1977–1979 je bila po načrtih arhitekta Janeza Trenza preurejena Virantova hiša. Leta 1976 je bilo pod vodstvom prof. Franca Kokalja (sodelovala sta konservatorja Ivan Pavlinec in Momo Vukovic) restavrirano baročno stopnišče, Herrleinovo sliko na svodu pa je restavriral akademski slikar Viktor Snoj. Od leta 1980 dalje so obnavljali štukature (restavratorska delavnica Zavoda za spomeniško varstvo SRS in mojster Branimir Krulc). Leta 1982 je restavrirana tudi stenska poslikava v sobi za kapelo.
Park pred palačo danes služi občasnim razstavam in galeriji na prostem.
Jeseni 2024 se je Arhiv RS iz Gruberjeve palače preselil v nekdanjo Roško kasarno, v izpraznjene prostore pa se bodo vselili Zavod za varstvo kulturne dediščine Slovenije, Služba za kulturno dediščino, Služba za razvoj in Center za preventivno arheologijo.

## Arhitektura
Palača je bila trinadstropna. V pritličju so bile delavnice ključavničarjev in mizarjev, skladišča za spravljanje navigacijske opreme in orodja ter stanovanje za služinčad. V prvem nadstropju je bilo stanovanje, kapela in dvorana, ki je služila kot učilnica ter knjižnica (tudi danes knjižnica Arhiva RS). V drugem nadstropju je bilo še več učilnic, sobe za zbirke ter stanovanja za profesorje. Sestavni del stavbe naj bi bila tudi terasa in astronomska opazovalnica o čemer pa danes ni sledi.
Stavbna plastika; kitasti obeski in zidni venci pri oknih in portalu že nakazujejo prihod rokokoja. Vhodni portal je baročen, znotraj je ovalno s štukaturami okrašeno stopnišče. Kovana vrata so iz časov Kranjske hranilnice. Skoval jih je ljubljanski umetni ključavničar Henrik Spreitzer.